# 부산여성뉴스
부산여성뉴스는 2009년 9월 20일 창간한 부산지역 대표 여성언론이다. 주간신문으로 20페이지~32페이지 발행되고 있으며, 베를리너 판형으로 발간되고 있다. 인쇄처는 중앙일보사, 여성의 참여와 권익증진을 비롯 여성세력화를 위한 여론주도와 정책제안 등 다채로운 여성정보를 전달하고 있는 매체.
정치색은 배제하지만 여성과 관련한 정치계 소식은 다룬다. 광고는 30%이내에 게재되며, 여성관련 유익한 정보를 알 수 있고 여성관련 네트워크 지역여성들의 활동소식도 전한다. 지난 1999년 4월 '여성이 변해야 세상이 바뀐다'는 모토로 창간된 부산여성신문이 전신이며 지난 2009년 부산여성신문이 휴간되면서 부산여성신문의 창간멤버이면서 편집국장이었던 유순희 현 부산여성뉴스 발행인이 창간을 주도했다. 지역사회에서 활발하게 활동하고 있는 오피니언 리더그룹 50여명이 운영위원으로 참여하고 있는 열린 신문이다.